# Эхидо (Венесуэла)
Сан-Буэнавентура-де-Эхидо (исп. San Buenaventura de Ejido) — третий по значению город штата Мерида, Венесуэла.
Население — 107 056 человек (2005). По оценке 2007 года — 120 000 человек. Вместе с городами Табай, Лагунгильяс и Мерида образует агломерацию Большая Мерида, в которой проживает больше 350 000 человек. Эхидо — административный центр муниципалитета Кампо-Элиас, основанного в качестве прихода для ярмарочной торговли города Мерида в 1761.
В Эхидо находится Политехнический университет Мериды. Город располагается в районе слияния рек Ла-Португеза и Монтальбан в Чаму.